# Tmarus nigristernus
Tmarus nigristernus är en spindelart som beskrevs av Lodovico di Caporiacco 1947. Tmarus nigristernus ingår i släktet Tmarus och familjen krabbspindlar.
Artens utbredningsområde är Uganda. Inga underarter finns listade i Catalogue of Life.